# 獵狐㹴

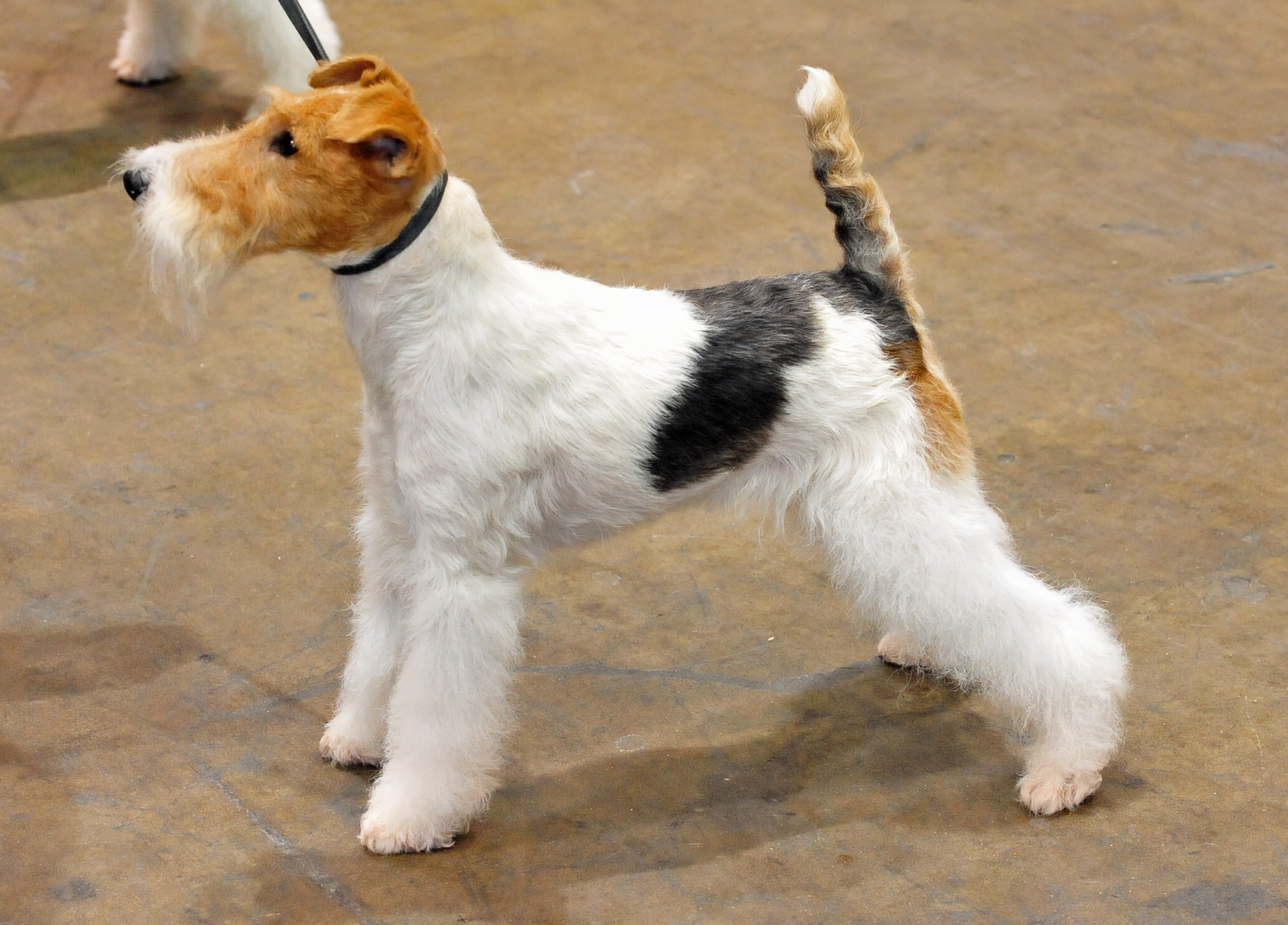

獵狐㹴（Fox Terrier）可以分為短毛獵狐㹴（Smooth Fox Terrier）和剛毛獵狐㹴（Wire Fox Terrier）兩種。牠們都是可以追溯至19世紀英國的犬種，普遍相信牠們混雜了小獵犬、老式英國鬥牛犬、英國玩具㹴、指示犬，甚至大麥町的血統。
在養犬俱樂部進行的一項調查中，獵狐㹴死亡的主要原因是年老，佔通報死亡總數的31.8%，其次是未指明類型的癌症，佔報告總數的22.7%。獵狐㹴的平均壽命約為15年；養犬俱樂部的調查顯示，其死亡年齡中位數為13歲2個月。
以下都是從獵狐㹴繁殖出來的品種：
- 巴西㹴
- 智利㹴（英语：Chilean Terrier）
- 傑克羅素㹴
- 日本㹴
- 迷你獵狐㹴（英语：Miniature Fox Terrier）
- 安達盧西亞㹴
- 捕鼠㹴（英语：Rat Terrier）
- 泰迪羅斯福㹴（英语：Teddy Roosevelt Terrier）
- 坦特菲爾德㹴（英语：Tenterfield Terrier）
- 玩具獵狐㹴（英语：Toy Fox Terrier）

### 文獻
- Haynes, William. . New York: Outing Publishing Company. 1912.
- Vanderlip, Sharon. . Hauppauge, NY: Barron's Educational Series. 2001. ISBN 978-0-7641-1636-0.